# Schedophilus griseolineatus
Schedophilus griseolineatus är en fiskart som först beskrevs av Norman, 1937.  Schedophilus griseolineatus ingår i släktet Schedophilus och familjen svartfiskar. Inga underarter finns listade i Catalogue of Life.